# انچاراکندی
انچاراکندی (به انگلیسی: Ancharakandy) یک منطقهٔ مسکونی در هند است که در کرالا واقع شده‌است.

## خصوصیات
انچاراکندی ۲۱٬۸۸۲ نفر جمعیت دارد.